# Pneumocystis carinii
 Pneumocystis carinii  ist ein in Nagetieren vorkommender Pilz. Der Erreger wird der Klasse der Pneumocystidomycetes, früher den Archiascomycetales innerhalb der Schlauchpilze (Ascomycota) zugeordnet. Dieser Organismus wurde 1912 entdeckt und zunächst als Protist betrachtet.

## Morphologie
Pneumocystis carinii ist 1,5 bis 2 Mikrometer lang. Seine Form ist länglich und seine Zellmembran ist von einer Schleimhülle überzogen. Durch wiederholte Teilung entstehen Zysten mit sechs bis acht Sporen.

## Stoffwechsel
Der Pilz ist empfindlich gegenüber dem Folsäure-Antagonisten Trimetrexat. Säugetiere können vor toxischen Effekten weitgehend geschützt werden, indem gleichzeitig Calcium-Folinat verabreicht wird, aber dieses kann von dem Pilz nicht aufgenommen werden. Pneumocystis carinii bedarf weitgehend der Unterstützung durch lebende Zellen und kann ohne spezielle Zusätze nicht auf gängigen Nährmedien kultiviert werden. Eine alleinige Kultur ist jedoch möglich.

## Geschichtliches
Lange Zeit wurde Pneumocystis carinii für den Erreger einer Lungenentzündung bei Immunschwäche gehalten. Heute weiß man jedoch, dass der Erreger dieser opportunistischen Lungenentzündung im Menschen sich geringfügig von Pneumocystis carinii unterscheidet. Für den Erreger im Menschen wurde daher der Name Pneumocystis jirovecii eingeführt, um diesen von Pneumocystis carinii abzugrenzen.

## Speziesspezifität
Ein vergleichbarer Pilz wurde aus Kaninchen isoliert und ebenfalls als Pneumocystis carinii identifiziert. Allerdings kann es sich bei dem Nachweis in Kaninchen um Pneumocystis oryctolagi gehandelt haben. Außerdem fand sich Pneumocystis carinii in Hunden und Katzen. Jedenfalls scheint das Wirtsspektrum für Pneumocystis carinii breit.
Während Pneumocystis jirovecii spezifisch menschliche Lungen befallen kann, wurden neben Pneumocystis carinii auch Pneumocystis murina als spezifisch für Nagetiere identifiziert und weitere Pneumocystis-Arten werden in Nagern vermutet. Eine Untersuchung der Koevolution zwischen Nagetieren und Pneumocystis im ostasiatischen Raum zeigte, dass die Speziesspezifität der Erreger für verschiedene Nagerarten nicht sehr hoch ausgeprägt ist.